# Fondation cœur et recherche
La Fondation cœur et recherche est une fondation pour la recherche cardiovasculaire créée en 2010 par la Société française de cardiologie. Elle est reconnue d'utilité publique.
Son siège social est à la Maison du cœur, no 5 rue des Colonnes-du-Trône à Paris.